# 李如松 (嘉靖進士)
李如松（1526年—？），字子茂，號少霍，山西平陽府洪洞縣人，軍籍，明朝政治人物。

## 生平
嘉靖二十二年（1543年）癸卯科山西鄉試第二十七名舉人，三十二年（1553年）中式癸丑科會試第三百二名，二甲第十五名進士。通政司觀政，授德州知州。

## 家族
曾祖李杲，臨洮府同知進階奉議大夫；祖父李九卿，封知縣；父李復初，按察司副使。母郭氏（封孺人）。兄李如梅（國子生），弟李如椿、李如梗、李如檟、李如桐、李如柟。